# Бункер (фильм, 2022)
«Бункер» (англ. Bunker) — американский фильм ужасов 2022 года, снятый режиссёром Эдрианом Лэнгли. Премьера фильма состоялась 8 октября 2022 года на международном фестивале в Буффало.

## Сюжет
Первая мировая война. Небольшой отряд британских солдат попадает через забаррикадированную дверь в немецкий подземный бункер, в котором находился изнеможённый солдат-дезертир. Находясь в туннелях подземелья, военные сталкиваются с пугающими и необъяснимыми явлениями и постепенно начинают терять рассудок…

## В ролях
- Эдди Рамос — рядовой Сегура
- Патрик Молтан — лейтенант Тёрнер
- Джулиан Федер — рядовой Бейкер
- Люк Бейнс — Курт
- Куинн Моран — рядовой Льюис
- Адриано Гатто — капрал Лэнс Уокер
- Майкл Мим — рядовой Грей
- Шон Каллен — капитан Холл
- Роджер Кларк — капрал Миллер
- Сэм Хантсман — немецкий солдат

## Съёмочная группа
- Режиссёр: Эдриан Лэнгли
- Продюсеры: Роберт Бокейдж, Кенни Гейдж, Джеймс Хантсман, Патрик Риззотти
- Сценарист: Майкл Хантсман
- Оператор: Мэтью Куин
- Композитор: Эндрю Морган Смит

## Награды и номинации
- В 2022 году фильм стал победителем на международном кинофестивале в Буффало[англ.]